# Westerkerk (Groningen)
De Westerkerk is een voormalig gereformeerd kerkgebouw uit 1906 dat gelegen was aan de Kraneweg in de Schildersbuurt in de stad Groningen. De kerk was herkenbaar door de grote toren naast de voorgevel en de rationalistische bouwstijl met verwijzingen naar de Gotiek en het Romaans. De kerk dankte zijn naam aan de ligging aan de toenmalige westrand van de stad Groningen.

## Geschiedenis
De kerk is in 1906 gebouwd naar het ontwerp van de Friese architect Tjeerd Kuipers als een van de kerkgebouwen voor de snelgroeiende gereformeerde kerkgemeenschap. De kerk betreft een zaalkerk met een bankenplan en een kansel dwars op de lengte-as.
Tot circa 1945 is de kerk in enkel gebruik geweest door de Gereformeerde kerk (tegenwoordig PKN) maar daarna kwam het in gemeenschappelijk gebruik met de Gereformeerde Kerken vrijgemaakt. Dit duurde tot 1 oktober 1954 toen de Gereformeerde Kerk vrijgemaakt het gebouw weer verliet en verhuisde naar de Zuiderkerk aan de Stationsstraat.
In 1986 kwam de Westerkerk buiten gebruik te staan. De laatste kerkdienst vond plaats op 29 juni 1986. Het was nog onduidelijk wat er daarna met het gebouw moest gebeuren, maar na vele discussies en acties voor behoud van de kerk werd deze uiteindelijk gesloopt in 1995. Op de plaats van de kerk staat nu een appartementencomplex met de naam Crane dwinger. Hierop zijn het oorspronkelijke torenkruis en -haantje van de Westerkerk opgehangen. Het historische neogotische kerkorgel uit de kerk is in circa 1990 verplaatst naar de Gereformeerde Triumphatorkerk (nu PKN "Open Hof") in Aalsmeer.